# Otto Böckel
Otto Böckel (även Boeckel), född 2 juli 1859, död 17 september 1923, var en tysk politiker.
Böckel, som ursprungligen var bibliotekarie, ägnade sig senare åt antisemitisk propaganda i tal och skrift och invaldes som antisemiternas första representant i tyska riksdagen, där han hade säte fram till 1903. Boeckel företrädde en radikalt och socialt orienterad vänsterriktning inom antisemitismen, som hade sin organisation i Deutschsoziale Antisemitische Partei (senare Deutschsoziale Reformpartei).